# 승주초등학교
승주초등학교는 대한민국 전라남도 순천시 승주읍 서평리에 있는 공립 초등학교이다.

## 학교 연혁
- 1924년 4월 15일 쌍암공립보통학교 개교
- 1938년 4월 1일 쌍암공립심상소학교로 개칭[1]
- 1941년 4월 1일 쌍암공립국민학교로 개칭[2]
- 1949년 12월 31일 쌍암국민학교로 개칭
- 1985년 10월 7일 승주국민학교로 명칭 변경
- 1991년 3월 1일 구강분교장[3] 편입
- 1993년 9월 1일 죽학분교장[4] 편입
- 1994년 3월 1일 봉덕분교장[5] 편입
- 1995년 3월 1일 봉덕분교장 통폐합
- 1996년 3월 1일 승주초등학교로 개칭[6]
- 2007년 3월 1일 구강분교장 통폐합
- 2016년 2월 16일 제89회 졸업 20명 졸업(총6,669명 졸업)
- 2016년 3월 1일 제27대 정초자 교장 부임
- 2017년 2월 17일 제90회 졸업 9명(총 6678명 졸업)
- 2017년 9월 1일 제28대 김훈희 교장 부

## 학교 상징
- 교화 - 배롱나무꽃 : 신념
- 교목 - 소나무 : 전통
- 교색 - 녹색 : 희망

## 참고 자료
- 승주초등학교 - 한국교육학술정보원 학교알리미